# Neon Cunha

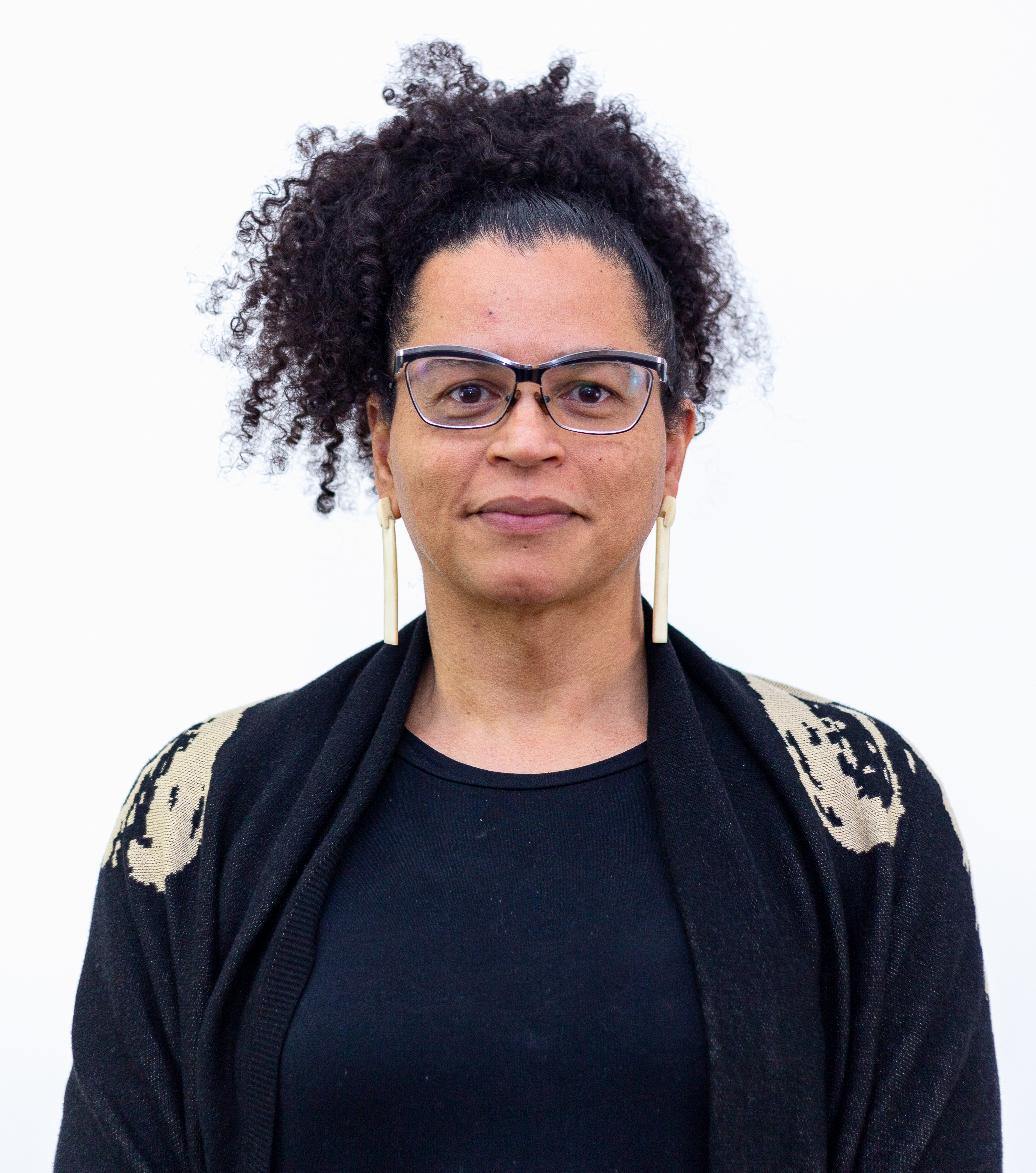
Neon Cunha (2022)

Neon dos Afonso Cunha (geboren am 24. Januar 1970 in Belo Horizonte), besser bekannt als Neon Cunha, ist eine brasilianische, schwarze, trans Frau und gilt in Brasilien als bedeutende Persönlichkeit im Kampf für Menschenrechte und die Rechte von LGBT-Personen. Cunha gelang es, gerichtlich zu erstreiten, ihren Namen und ihr Geschlecht in amtlichen Dokumenten zu ändern, ohne dafür ein ärztliches Gutachten vorlegen zu müssen. Es war der erste Fall in Brasilien, bei dem eine solche Änderung ohne medizinisches Attest anerkannt wurde und gilt damit als juristischer Präzedenzfall.

## Leben

### Jugend und Ausbildung
Neon Cunha wurde am 24. Januar 1970 in Belo Horizonte, der Hauptstadt des Bundesstaates Minas Gerais, geboren. Sie ist die Tochter der Hausangestellten Salete dos Afonso Cunha und des Metallarbeiters Odilon Domingos da Cunha. Sie ist das dritte von insgesamt zehn leiblichen Kindern und hat außerdem zwei Pflegegeschwister. Aufgrund der Arbeit ihres Vaters zog die Familie um, als sie zwei Jahre alt war – nach São Bernardo do Campo im Großraum São Paulo (ABC Paulista). Neon studierte Kommunikation und bildende Kunst und begann ihre berufliche Laufbahn im öffentlichen Dienst der Stadtverwaltung von São Bernardo do Campo, wo sie bis heute tätig ist. Bereits seit ihrer Kindheit versteht sich Neon Cunha als Frau.

### Einsatz für die Anerkennung von Geschlecht und Identität
Im Jahr 1980 wurde Transsexualität im Diagnostischen und statistischen Leitfaden psychischer Störungen (DSM-III) als psychiatrisches Phänomen klassifiziert. Auch die Weltgesundheitsorganisation stufte eine nicht mit dem biologischen Geschlecht übereinstimmende Geschlechtsidentität als psychische Störung ein, entsprechend der Internationalen statistischen Klassifikation der Krankheiten und verwandter Gesundheitsprobleme (ICD). Erst 2018 wurde Transsexualität aus dieser Klassifikation gestrichen.
Im Jahr 2014, im Alter von 45 Jahren, stellte Neon Cunha einen Antrag auf Änderung ihres Namens und Geschlechts in amtlichen Dokumenten. Damals verlangte der brasilianische Staat ein medizinisches Gutachten, das eine Transidentität bestätigte. Dies setzte eine ärztliche und gerichtliche Bewertung voraus. Neon weigerte sich, sich einer solchen Begutachtung zu unterziehen, da sie ihre Identität nicht als pathologisch verstand. Die Frage nach dem Verzicht auf ärztliche Gutachten war bis dahin kaum gerichtlich behandelt worden.
Aufgrund der langwierigen juristischen Verfahren bat Neon 2016 die Organisation Amerikanischer Staaten (OAS) um Sterbehilfe, sollte ihre Identität vom brasilianischen Staat nicht anerkannt werden. Sie war die erste trans Frau, die persönlich vor der OAS sprach – auf Einladung des Geledés-Instituts.
Am 31. Oktober 2016 gab Richter Celso Lourenço Morgado vom 6. Zivilgericht in São Bernardo do Campo ihrem Antrag auf Änderung von Name und Geschlecht statt. In seinem Urteil erklärte er: „Transsexualität ist keine pathologische Bedingung, und die Geschlechtsidentität wird von der Person selbst definiert.“ Diese Entscheidung ebnete den Weg zur Abschaffung der gerichtlichen Pflicht zur Personenstandsänderung zwei Jahre später. Im März 2018 erkannte das Oberste Bundesgericht Brasiliens das Recht an, Name und Geschlecht im Personenstandsregister zu ändern – ohne chirurgische Geschlechtsangleichung oder gerichtliches Verfahren.

## Anerkennungen
Neon Cunhas Engagement im Bereich der Menschenrechte wurde von verschiedenen Institutionen und Auszeichnungen gewürdigt. 2019 erhielt sie von der Legislativversammlung des Bundesstaates São Paulo die Theodosina-Ribeiro-Medaille, mit der herausragende Frauen geehrt werden. 2021 erhielt sie eine Würdigung der Bundesuniversität des ABC (UFABC) für ihren Einsatz gegen LGBTQIA+-feindlichen Hass und ihre Mitwirkung an der Einführung von Quoten für trans Menschen an der Universität. 2023 wurde sie gemeinsam mit Nego Bispo und Léa Garcia mit dem Milu-Villela-Preis ausgezeichnet.
Seit 2018 ist sie Namensgeberin und Unterstützerin der Casa Neon Cunha, einer Anlaufstelle für LGBTQIA+-Personen in prekären Lebenssituationen im Großraum São Paulo (ABC Paulista).

## Veröffentlichungen
Neben ihrer Tätigkeit als Beamtin der Stadtverwaltung von São Bernardo do Campo engagiert sich Neon Cunha auch in anderen Bereichen. In der Mode arbeitet sie mit dem Designer Isaac Silva sowie mit dem Instituto Casa de Criadores zusammen.
Sie veröffentlichte Beiträge in verschiedenen Medien, darunter im Sammelband „Mobilidade antirracista“ der Rosa-Luxemburg-Stiftung, wo sie gemeinsam mit dem Journalisten João Bertholini den Artikel „Transicionar o coletivo é preciso“ verfasste. Weitere Texte erschienen auf den Plattformen Mídia Ninja, Máxima und Alma Preta.

## Politisches Engagement
Im Jahr 2022 kandidierte Neon Cunha für die Legislativversammlung des Bundesstaates São Paulo und erhielt 35.111 Stimmen, gewann jedoch kein Mandat. Im Jahr 2024 kandidierte sie bei den Kommunalwahlen für ein Mandat im Stadtrat von São Paulo, wurde jedoch nicht gewählt.